# Щербатов, Михаил Юрьевич
Князь Михаи́л Ю́рьевич Щерба́тов (8 ноября 1678 — 22 июля 1738) — русский военачальник, генерал-майор.
Сын окольничего Юрия Фёдоровича Щербатова и Анны Михайловны Щербатовой, урождённой Волынской. Отец историка и президента Камер-коллегии Михаила Михайловича Щербатова.

## Биография
По офицерской сказке, начал службу в возрасте 14 лет (1692), пожалован стольником (09 апреля 1693), комнатным стольником Петра I (08 апреля 1694). В том же - 1694 году, зачислен солдатом в Семёновский полк. Гвардии прапорщиком участвовал в Азовском походе (1696), послан Петром I под Воскресенский монастырь к боярину А.С. Шеину с милостивым словом (1698). В том же - 1698, пожалован поручиком Семёновского полка, был в Керченском походе (1699).
Участник основных кампаний Северной войны и Прутского похода. Под Нарвой ранен камнем в грудь (1700). В том же - 1700 году, пожалован в гвардии капитаны «от господина генерал-поручика Чамберса». В 1701 был под Шлиссельбургом. В 1702 был под Канцами и «того ж году был на баталии на Сестре-реке против Крониорта». При штурме Нотенбурга ранен в правую руку (1703). В 1704 при осаде и взятии Нарвы. В 1705 при осаде и штурме Митавы. В сражении под Гродно со шведами ранен в правую ногу (1706). В 1708 в боях под Головчиным, Добрым, Долгинове, в сражении у Лесной у него были ранения в обе руки и правую ногу (1708) (по сказке - ранения в обе ноги навылет). В 1710 при осаде и штурме Выборга. В сражении при Пруте ранен в поясницу (1711). В 1712 в Померании, в сражениях под Штеттиным, в Голштинии, под Теннингом и Фридрихштадтом. С оставлением в чине лейб-гвардии капитана, 5 мая 1715 пожалован Невского пехотного полка подполковником и в бою под Крисборхом в Померании ранен в голову (1715), затем полковником наззначен командиром Невского полка. В 1716 на транспортных судах ходил из Мекленбурии в Копенгаген. Участник суда по делу царевича Алексея Петровича, 24.06.1718 подписался под смертным приговором царевичу. В 1719 был при нападении в Швеции на Стокгольмской стороне, «и на акции под заводами Форшмабрук был, из коих шведов выбили вон, и артиллерию полевую взяли, и заводы оные сожгли». В 1720-1721 участвовал с полковыми командами в походах Балтийского гребного флота на Швецию, во время похода на Аландские о-ва, находясь на 36-ти весельной галере «Аист», потерпел во время шторма 16.08.1721 кораблекрушение. По Генеральному смотру 1721-1722 годов - полковник Невского пехотного полка и лейб-гвардии капитан. С 6.03.1723 определён в члены Камер-коллегии. В честь коронации имп. Петра II произведён в бригадиры (23/24 февраля 1728). За участие в возведении на престол Анны Иоанновны 30.04.1730 пожалован чином генерал-майора, с увольнением от военной службы. Назначен обер-комендантом Москвы (28 апреля 1731), принял должность с 24 мая 1731, сдал должность 26 июля 1732. Именным Высочайшим указом назначен губернатором Архангельска (11 июля 1732). Приехал в Архангельск 13.10.1732, принял должность 30.11.1732, состоял в должности по 22.07.1738 года.
Умер в Архангельске († 22 июля 1738), тело его отвезено в Москву и погребен в родовом имении — селе Михайловском Ярославской губернии (29 сентября 1738).
На надгробном камне довольно отчетливо сохранилась надпись, содержащая подробный перечень событий в его жизни. «1738 г., сентября 29-го, — гласит она, — погребен здесь генерал-майор и архангелогородский губернатор, князь Михаил Юрьевич Щербатов, который... по возрасте его 14 лет, в 200 году (1692) взят в комнату блаженныя и вечнодостойныя памяти Его Императорского Величества Петра I, а в 201 (1693) пожалован в поручики лейб-гвардии Семёновского полка и был на Воронежи, и в походах Азовских и под Керчею. A в 1700  пожалован в оный же полк капитаном и служил Нарвские оба походы, под Шлиссельбургом и под Лесным, на Левенгаубской баталии и под Роднею, также и на турецкой акции под Прутом…»
По офицерской сказке, в 1720 за ним поместья и вотчины: в сц. Своитинове Костромского уезда [5 дв.]; в с. Бурашеве Тверского уезда [14 дв.]; дер. Нефедове Ярославского уезда [13 дв.]; ½ дер. Билневой Вологодского уезда [37 дв.]; с. Михайловское и с. Козьмо-Демьянское Ярославского уезда; дер. Павловка Галицкого уезда; с. Сергиевское Нижнеломовского уезда; сц. Куракино и дер. Лубни Московского уезда; сц. Николаевское Оболенского уезда; 27.02.1702 ему с отцом уступила его тетка, свояченица отца, кнг. Ефимия Михайловна Лыкова [ур. Щербатова], часть с. Карпова и дер. Нефедову Ярославского уезда; с. Пешевань и часть с. Кожина Арзамаского уезда [27 дв.]; дер. Новоселки Саранского уезда [44 дв.].

## Семья
Женат трижды:
1. Фёкла Ивановна, урождённая Панина (?—1704) — дочь Ивана Ивановича Панина.
2. княжна Мария (Мавра) Григорьевна, урождённая Тюфякина (1678—25.05.1722)  — дочь князя Григория Васильевича Тюфякина и Аграфены Григорьевны урождённой Нащокиной, жена (с 1704).

От этого брака дочь:
- княжна Евдокия Михайловна Щербатова (1704—1768) — вышедшая (1728) замуж за князя Михаила Васильевича Голицына (1702—1749).

3. княжна Ирина Семёновна, урождённая  Сонцова-Засекина (?—1765)  — дочь князя Семёна Юрьевича Сонцева-Засекина.
От этого брака дети:
- князь Щербатов Пётр Михайлович (1724—1760) — капитан (1758), имел свой двор в Москве.
- княжна Александра Михайловна — девица (1726).
- Михаил Михайлович (1733—1790) — генерал-майор.

В 1756 году княгине И. С. Щербатовой дано имение её родного брата, князя Андрея Семеновича Сонцова-Засекина, в пустошах Коржавине, Гумнищах и Пишкареве Ярославского уезда; в 1760 свои имения в Мценском и Оболенском уездах отдала внукам - Александру, Алексею и Павлу Петровичам, детям старшего сына Петра, и младшему сыну - Михаилу Михайловичу.